# Ферма (Пермский край)
Ферма — посёлок в Пермском районе Пермского края. Административный центр Двуреченского сельского поселения.

## География
Расположен к югу от Перми, на правом берегу реки Мулянка, при впадении в неё реки Мось. Есть железнодорожная станция. Автомобильная дорога Пермь — Кунгур проходит примерно в 2,3 км к западу от посёлка.

## История
Населённый пункт возник в апреле 1909 года с началом строительства колонии (приюта) для слепых людей с подсобным хозяйством (фермой). Прежние названия — Губконюшня, Слепые. 24 ноября 1922 года на базе колонии слепых образован Пермский окружной конезавод (позднее — конезавод № 9). В 1962 году в посёлке возникла трубоинструментальная база треста Пермнефтеразведка, преобразованная в 1970 году в центральную базу производственного обслуживания по ремонту бурового и нефтепромыслового оборудования. Ферма была центром Двуреченского сельского совета (с 10 марта 1982 года до января 2006 года). С 2006 года — центр Двуреченского сельского поселения.

## Население
| 2002 | 2010  | 2021  |
| ---- | ----- | ----- |
| 3489 | ↗3786 | ↘3065 |

## Топографические карты
- Лист карты O-40-77 Юг. Масштаб: 1 : 100 000. Состояние местности на 1983 год. Издание 1985 г.